# Шервуд, Перси (композитор)
Перси Шервуд (англ. Percy Sherwood; 23 мая 1866, Дрезден — 15 мая 1939, Лондон) — немецко-британский композитор и пианист.
Родился в семье Джона Шервуда (1837—1897), англичанина, с 1865 г. и до конца жизни преподававшего в Дрезденском политехникуме английский язык и литературу и выпустившего книгу «О Вордсворте» (1896). Мать Перси Шервуда, немка Августа Кох, как утверждается в некоторых источниках, была камерной певицей.
Учился в Дрезденской консерватории (1885—1889) у Германа Шольца и Бертрана Рота (фортепиано), Феликса Дрезеке и Теодора Кирхнера (композиция). В 1889 г. был удостоен Мендельсоновской стипендии за написанный им Реквием. В том же году предпринял гастрольное турне, аккомпанируя певице Этельке Герстер. С 1893 г. преподавал фортепиано в своей alma mater, с 1911 г. профессор, среди его учеников Александр  Ляте. Частным образом у Шервуда училась Дора Пеячевич, посвятившая учителю свои «Вальсы-каприсы» (1910). Некоторое время руководил Нойштадтским хоровым обществом. Наибольшим признанием пользовался как композитор: струнный квартет Шервуда был удостоен премии Всегерманского музыкального общества (1899), благосклонными рецензиями были встречены его первый фортепианный концерт (1895), симфония (1902), серенада для оркестра (1910).
Начало Первой мировой войны застало Шервуда с женой и дочерью на каникулах в Англии; узнав об интернировании англичан в Германии, они приняли решение не возвращаться. Оставшуюся жизнь Шервуд провёл в Англии, где был малоизвестен. Он давал многочисленные частные уроки фортепиано, единственный раз выступил с сольным концертом (из произведений Иоганнеса Брамса) и практически выпал из музыкальной жизни своего времени, хотя и продолжал сочинять.
Наследие Шервуда, выдержанное в немецкой позднеромантической традиции, включает три симфонии (1887, 1892, 1907), концерты для скрипки (1902), виолончели (1890—1893, 1902), скрипки и виолончели (1908), фортепиано (1887, 1932) с оркестром, скрипичные и виолончельные сонаты, фортепианную музыку, в том числе множество миниатюр.
Интерес к творчеству Шервуда возник вновь уже в XXI веке. Его второй фортепианный концерт (1932) в 2011 году записал Хироаки Такенути (с Королевским шотландским национальным оркестром, дирижёр Мартин Йейтс), годом позже Джозеф Спунер и Дэвид Оуэн Норрис выпустили альбом со всеми сочинениями Шервуда для виолончели и фортепиано.